# バーミンガム
バーミンガム（英語: Birmingham、[ˈbɜːmɪŋəm] ( 音声ファイル)）は、イングランド、ウェスト・ミッドランズ (West Midlands) に属す工業都市である。人口は114万人。近郊を含む都市的地域の人口は229万人であり、同国第2位である。地元では首都ロンドンに次ぐ第2の大都市とされており、実際にロンドンに次ぐ市域人口・都市圏人口を有するが、イギリスの世論調査では、マンチェスターを第2の都市とする意見のほうが多い。

## 歴史
18世紀まで特徴のない小さな村であったバーミンガムは、産業革命の進展にともない運河と鉄道の交叉点になったこともあり、工業都市として発展した。ニューコメンの蒸気機関を改良したジェームズ・ワットや、金属加工のマシュー・ボールトンなどがバーミンガムで活躍していた。

## 地理
昔からの交通の要衝であり、ロンドンとリヴァプールを結ぶ線のちょうど中間点あたりに位置する。1838年にはロンドン、リヴァプールと鉄道で結ばれた。近隣の都市としては、約55キロ北東にダービー、25キロ東にコヴェントリー、55キロ東にレスターが位置する。

## 気候
ケッペンの気候区分では西岸海洋性気候（Cfb）に属する。
| Winterbourne (South Birmingham), 1981–2010の気候 | Winterbourne (South Birmingham), 1981–2010の気候 | Winterbourne (South Birmingham), 1981–2010の気候 | Winterbourne (South Birmingham), 1981–2010の気候 | Winterbourne (South Birmingham), 1981–2010の気候 | Winterbourne (South Birmingham), 1981–2010の気候 | Winterbourne (South Birmingham), 1981–2010の気候 | Winterbourne (South Birmingham), 1981–2010の気候 | Winterbourne (South Birmingham), 1981–2010の気候 | Winterbourne (South Birmingham), 1981–2010の気候 | Winterbourne (South Birmingham), 1981–2010の気候 | Winterbourne (South Birmingham), 1981–2010の気候 | Winterbourne (South Birmingham), 1981–2010の気候 | Winterbourne (South Birmingham), 1981–2010の気候 |
| 月                                               | 1月                                              | 2月                                              | 3月                                              | 4月                                              | 5月                                              | 6月                                              | 7月                                              | 8月                                              | 9月                                              | 10月                                             | 11月                                             | 12月                                             | 年                                               |
| ------------------------------------------------ | ------------------------------------------------ | ------------------------------------------------ | ------------------------------------------------ | ------------------------------------------------ | ------------------------------------------------ | ------------------------------------------------ | ------------------------------------------------ | ------------------------------------------------ | ------------------------------------------------ | ------------------------------------------------ | ------------------------------------------------ | ------------------------------------------------ | ------------------------------------------------ |
| 平均最高気温 °C （°F）                           | 6.7 (44.1)                                       | 7.1 (44.8)                                       | 9.8 (49.6)                                       | 12.7 (54.9)                                      | 16.0 (60.8)                                      | 19.0 (66.2)                                      | 21.3 (70.3)                                      | 20.8 (69.4)                                      | 17.8 (64)                                        | 13.6 (56.5)                                      | 9.5 (49.1)                                       | 6.9 (44.4)                                       | 13.5 (56.3)                                      |
| 平均最低気温 °C （°F）                           | 1.4 (34.5)                                       | 1.1 (34)                                         | 2.9 (37.2)                                       | 4.2 (39.6)                                       | 7.1 (44.8)                                       | 10.0 (50)                                        | 12.1 (53.8)                                      | 11.8 (53.2)                                      | 9.7 (49.5)                                       | 6.8 (44.2)                                       | 3.8 (38.8)                                       | 1.6 (34.9)                                       | 6.1 (43)                                         |
| 雨量 mm （inch）                                 | 73.2 (2.882)                                     | 51.4 (2.024)                                     | 55.8 (2.197)                                     | 61.9 (2.437)                                     | 61.3 (2.413)                                     | 65.6 (2.583)                                     | 63.8 (2.512)                                     | 66.7 (2.626)                                     | 68.1 (2.681)                                     | 82.7 (3.256)                                     | 74.8 (2.945)                                     | 79.7 (3.138)                                     | 804.9 (31.689)                                   |
| 平均降雨日数 （≥1.0 mm）                         | 12.9                                             | 10.2                                             | 10.7                                             | 11.1                                             | 10.6                                             | 9.9                                              | 9.0                                              | 10.4                                             | 9.7                                              | 12.3                                             | 12.4                                             | 11.8                                             | 131.1                                            |
| 平均月間日照時間                                 | 54.5                                             | 73.7                                             | 107.7                                            | 149.3                                            | 177.6                                            | 181.3                                            | 193.7                                            | 180.2                                            | 139.5                                            | 104.5                                            | 64.0                                             | 52.3                                             | 1,478.3                                          |
| 出典：Met Office                                 |                                                  |                                                  |                                                  |                                                  |                                                  |                                                  |                                                  |                                                  |                                                  |                                                  |                                                  |                                                  |                                                  |

## 経済
ミッドランズ炭田地帯に位置し、近接して鉄鉱山もあり自動車・航空機・化学薬品などの工業が発達し、周辺を含めてブラック・カントリー(黒郷)と呼ばれる重工業地域を形成する。産業革命期のジェームズ・ワットとマシュー・ボールトンによるソーホー金属工場の建設を機に大工業都市に発達した。
2023年9月5日、バーミンガム市は事実上の財政破綻を宣言した。市の女性職員に対する賃金格差の是正に要した費用の負担や、ITシステム導入に対する費用が膨れ上がったことなどが原因とされる。19日には中央政府が市政運営に介入することが発表された。
2024年3月5日、市議会はカウンシル税 (Council Tax) の21%増税や、3億ポンドの歳出削減の実施などを盛り込んだ再建策を決定した。

## 交通

### 鉄道
バーミンガム・ニューストリート駅 - イギリスで5指に入る大規模なターミナル駅。
- ウェスト・ミッドランズ・レールウェイ（ウェスト・ミッドランズ・トレインズ） - バーミンガム近郊各線
- ロンドン・ノースウェスタン・レールウェイ（ウェスト・ミッドランズ・トレインズ） - ウェスト・コースト本線近郊列車
- アヴァンティ・ウェスト・コースト - ウェスト・コースト本線長距離列車
- クロスカントリー - クロスカントリールート
- トランスポート・フォー・ウェールズ・レール・サービス（英語版） - シュルーズベリー、ウェールズ中部方面

### 空港
バーミンガム空港 - イギリスの主要空港のひとつ。国際線はヨーロッパ、北アメリカ、中東への路線がある。

## 文化
- バーミンガム出身のバンドとしてムーディー・ブルース、エレクトリック・ライト・オーケストラ、ウィザード、ジューダス・プリースト、ブラック・サバス、マグナム、デュラン・デュラン、フェルト、ポップ・ウィル・イート・イットセルフ、オーシャン・カラー・シーン、エディターズなどがある。また、レッド・ツェッペリンのロバート・プラントとジョン・ボーナムは、バンド・オブ・ジョイというバンドに所属していた頃はバーミンガムを本拠としていた。
- バーミンガム大学
- バーミンガム市交響楽団は1980年代以降、イギリス有数のオーケストラとして国外でも名声を博している。
- 名物としては、バルチと呼ばれるバーミンガム発祥のカレー料理がある。
- 町の全てが煤煙で黒一色となり、スモッグのために太陽が隠され一日中闇に覆われたブラックカントリーで育ったJ・R・R・トールキンは、自らの小説の中でバーミンガムを暗黒の国「モルドール」のモデルとした。

## スポーツ
バーミンガムにはバーミンガム・シティFC、アストン・ヴィラFCという2つのフットボールクラブが存在している。バドミントンの国際大会・全英オープンを開催している。
クリケットではエジバストン・クリケット・グラウンドがあり、ウォリックシャーCCCの本拠地として利用されているほか、テストマッチなどが行われる。

## 姉妹都市
バーミンガムは以下の姉妹都市と提携している：
- シカゴ（アメリカ合衆国）
- フランクフルト・アム・マイン（ドイツ連邦共和国）
- ヨハネスブルグ（南アフリカ共和国）
- ライプツィヒ（ドイツ連邦共和国）
- リヨン（フランス共和国）
- ミラノ（イタリア共和国）
- リマソール（キプロス共和国）

## 出身人物
- スティーヴィー・ホアン - ミュージシャン、音楽プロデューサー
- オジー・オズボーン - ミュージシャン
- ネヴィル・チェンバレン - 政治家
- フェリシティ・ジョーンズ - 女優[9]